# Sedlecký klášter

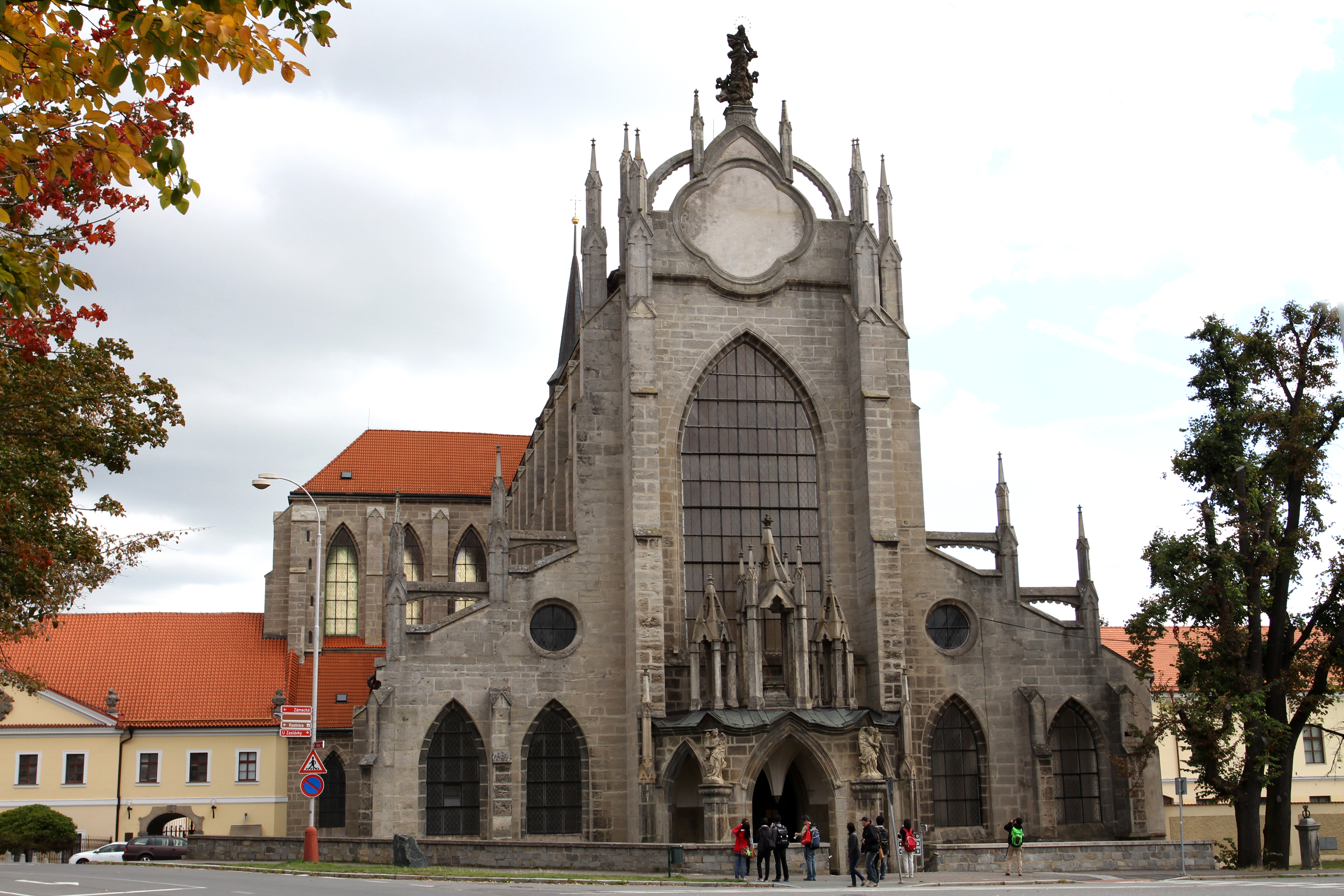
Západní průčelí konventního kostela

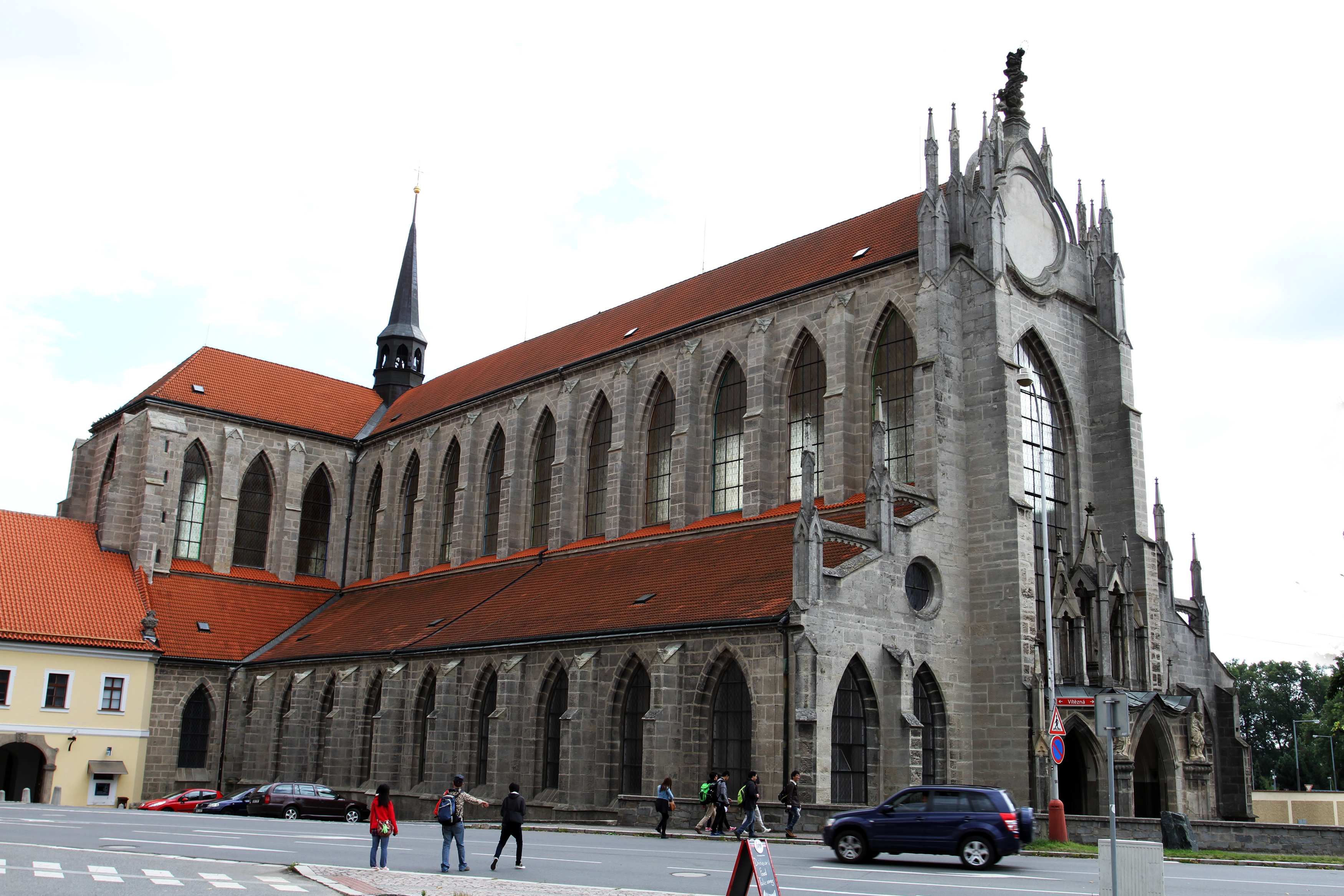
Konventní kostel od severozápadu

Klášter Sedlec býval nejstarším cisterciáckým opatstvím v českém království. Byl založen roku 1142 šlechticem Miroslavem zřejmě na radu olomouckého biskupa Jindřicha Zdíka v dnešní Sedlci. Po vypálení husity se dochoval konventní kostel Nanebevzetí Panny Marie a svatého Jana Křtitele. V areálu někdejšího kláštera v současnosti sídlí cigaretová továrna provozovaná společností Philip Morris ČR a. s.

## Historie

### 1142–1420

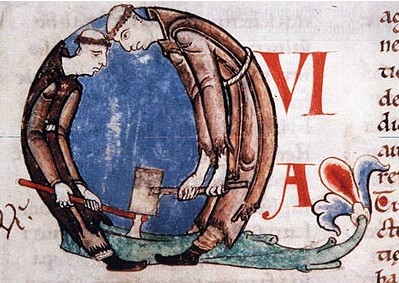
Cisterciáčtí mniši klučící les (středověká miniatura)

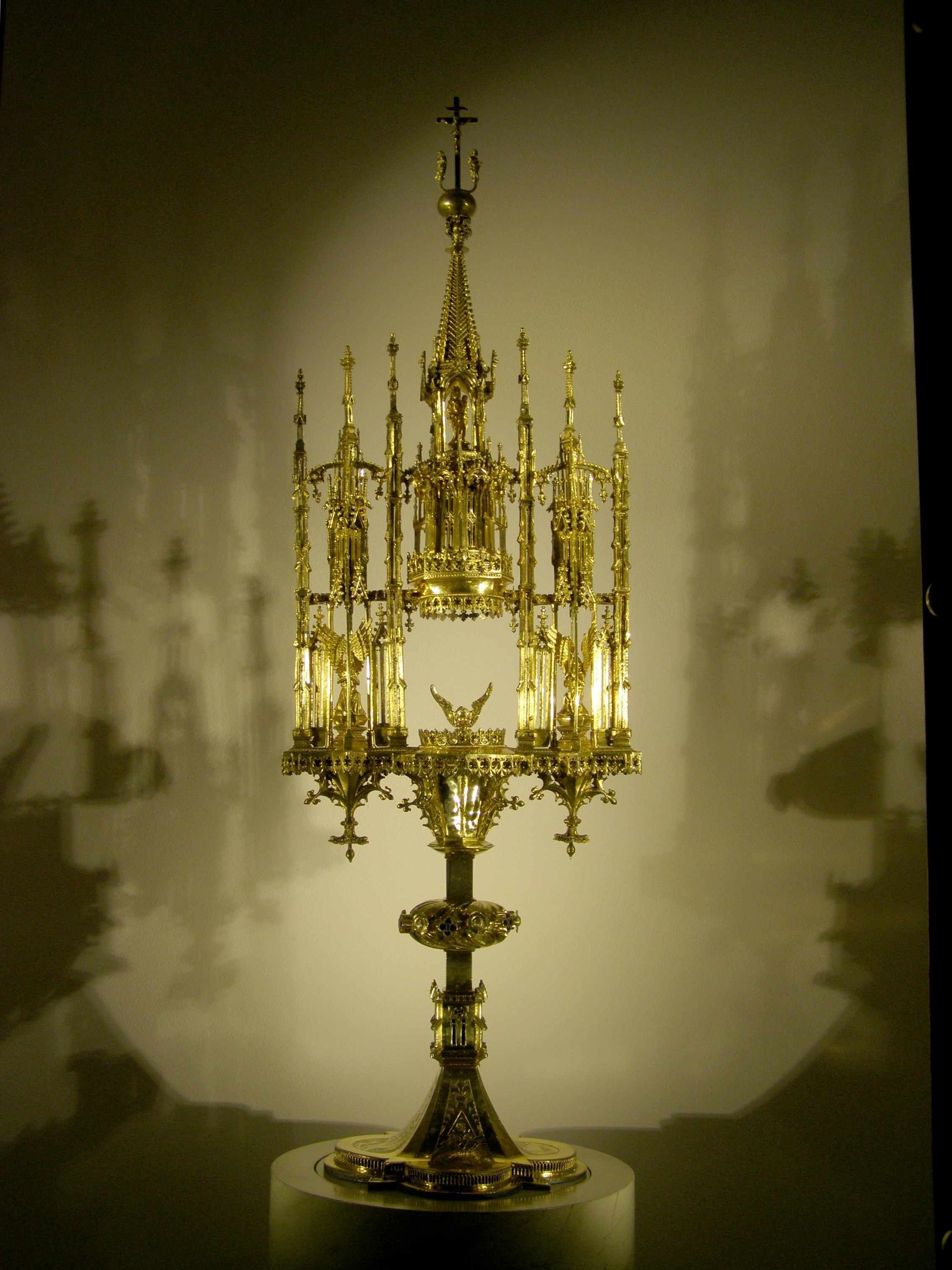
Sedlecká monstrance

Prvotní konvent nového řádu do Čech přišel roku 1142 přičiněním opata Gerlacha z bavorského kláštera Valdsasy, založeného rovněž nedlouho předtím roku 1133, a pouhých 44 let po vzniku cisterciáckého řádu. Nové založení bylo napojeno na morimondskou větev řádu a celá filiace zněla: Cîteaux-Morimond-Kamp-Volkenrode-Valdsasy-Sedlec. Řeholníci získali od fundátora, velmože Miroslava, zřejmě většinu jeho majetku na jeho tehdejším území okolo Malína. Jako první je doložen opat Gotpold. Klášter zpočátku nenabyl velkého významu, až do doby posledních Přemyslovců se s ním v písemnostech často nesetkáváme a o jeho působení se mnoho neví. Ovládal velký pozemkový majetek mezi Kolínem a Čáslaví a během prvního století svého působení tato původně pustá území kolonizoval. V letech 1265–1267 Sedlec založil první ze svých čtyř dceřiných klášterů, a to ženský konvent Frauental v Pohledu u Havlíčkova Brodu (druhým byla Zbraslav 1292, třetí Staré Brno 1320 a čtvrtá Skalice 1347).
Během hladomoru v době po bitvě na Moravském poli se do roku 1281 stav hospodářství sedleckých mnichů natolik zhoršil, že požádali generální kapitulu o svolení k rozptýlení konventu, což znamenalo, že mniši dočasně odejdou do svých grangií či do jiných řádových domů.
| „                     | Klášter sedlecký totiž upadl do tak veliké nouze, že tam nezůstalo zhola nic, čím by mohli bratři vyváznout ze své bídy... | “ |
| — Zbraslavská kronika | |   |

Roku 1282 byl opatem zvolen Heidenreich, mimořádný podnikatel a diplomat, během jehož úřadu značně stoupl význam kláštera. Heidenreich se také podílel na založení první sedlecké filiace a fundace krále Václava II. na Zbraslavi. Do sedmdesátých let 13. století se také datuje objev ložisek stříbrné rudy, který stojí za vznikem Kutné Hory. Klášter měl z dolů otevřených na svém území nemalé zisky a stejně tak vybíral poplatky z domů, lázní a mlýnů v Kutné Hoře. Heidenreich se stal jedním z rádců mladého krále Václava II. a právě ten jej požádal o nový konvent pro královský klášter na Zbraslavi. Roku 1304 doplatil klášter na blízkost Kutné Hory při obléhání vojsky Albrechta Habsburského, kdy mniši raději opustili klášterní budovy a nechali je vojákům napospas. Heidenreichova účast na politických námluvách s nově zvoleným římským králem Jindřichem Lucemburským o dosazení jeho syna na český královský trůn, zapříčinila útok kutnohorských měšťanů, vyprovokovaný Konrádem z Aufenštejna, maršálkem Jindřicha Korutanského. Osazenstvu kláštera se podařilo útok odrazit. Za vlády Jana Lucemburského byl klášter zatížen půjčkami svému králi a hospodářská situace donutila mnichy opět k rozptýlení konventu. Ani finanční pomoc Karla IV. a poté i jeho syna Václava IV. nedokázala zastavit prohlubující se finanční propad sedleckého kláštera. Navzdory tomu byl roku 1357 založen filiální klášter ve Skalici a osazen 12 mnichy v čele s novým opatem.
Roku 1412 došlo ke srážce kutnohorských horníků s poddanými kláštera, která skončila vypálením klášterního městečka Malín a vyvražděním jeho obyvatel. Konflikt měl sociální i národnostní podtext, čeští havíři bojovali proti bohatým německým řeholníkům.

### 1421–1453
Husitské houfy klášter dobyly a vypálily 24. dubna 1421. Po husitském vpádu zůstal klášter v troskách, klášterní zboží bylo rozkradeno a několik mnichů povražděno. Přeživší mniši se uchýlili do klášterů v cizině. Prozíraví cisterciáci sice archiv a cennosti včas odvezli do rakouského Klosterneuburgu a do Jihlavy, ale ne vše se jim vrátilo nazpět. Jednou z mála dochovaných cenností je téměř metr vysoká a téměř pět kilogramů vážící procesní monstrance, architektonická konstrukce s věžemi a figurkami Panny Marie a dvou klečících andělů s nástroji Kristova umučení. Byla zhotovena ze zlaceného stříbra v závěru 14. století a sloužila k obřadům eucharistie o slavnostech Božího Těla. Podle tradované legendy měla být nalezena náhodou roku 1702 při neopatrné střelbě na ptáky zazděná ve výklenku štítu konventního kostela.|. Ve skutečnosti však byla užívaná i během předchozího století..
K postupné obnově docházelo po roce 1454, kdy se v polozbořeném klášteře usídlilo pár mnichů. Pro ubohý stav klášterního majetku musel být konvent spojen s klášterem ve Skalici, kde si zbudoval rezidenci a užíval ji do roku 1782.

### Barokní vzestup a přestavba
Hospodářská situace se srovnala koncem 17. století, ale vydržela jen století, protože již roku 1783 byl klášter císařským dekretem zrušen.. Barokní etapa dějin kláštera nastala s nástupem opata Jindřicha Snopka, který podnikl rozsáhlou stavební činnost. V roce 1710 začala výstavba konventu podle projektu Jana Jakuba Voglera, který byl později velmi kritizován. Tehdy bylo rozhodnuto, že konvent a prelatura naváží na starší budovy a vytvoří tak nádvoří. Ve východním křídle nádvoří měl být umístěn konvent, v severní opatství a jižní mělo sloužit jako komunikační s románskou kaplí. Ta byla přestavěna v duchu barokní gotiky na kapitulní síň. Tato přestavba je nepochybným dílem Jana Blažeje Santiniho.
Santinimu lze tak na základě známých skutečností uznat podíl na vzniku prelatury a konventu jenom jako dílčí. V celém areálu mu lze přisoudit úpravu kapitulní síně v jižním křídle, visuté schodiště a hodinovou věž v ose proti závěru katedrály. Právě takové schodiště Santini využil i v jiných stavbách např. v klášterech Plasy a ve Žďáru nad Sázavou, tak i např. v Praze. Santiniho dílem byl i návrh celkové kompozice dvora.
Konvent byl dokončen roku 1763, na výstavbě se podílel ještě František Ignác Prée a Antonín Haffenecker.

## Architektura

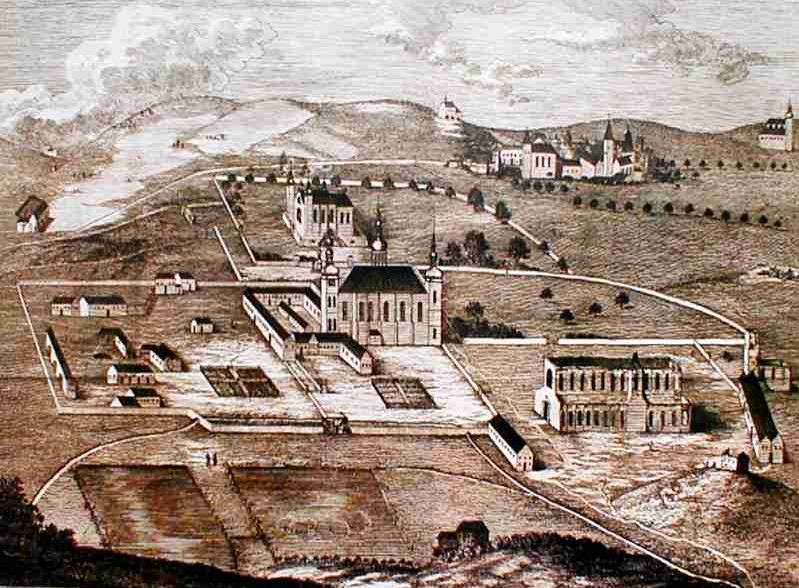
Sedlecký klášter před barokní přestavbou

Soudí se, že zpočátku žili cisterciáci v jakýchsi provizorních budovách a až v druhé polovině 12. století se začalo se stavbou kláštera. Po polovině 13. století pravděpodobně v klášterní bráně vznikl dvojlodní kostel sv. Filipa a Jakuba, který sloužil i laickým návštěvníkům. Byl zbořen na počátku 19. století, kdy musel ustoupit stavbě silnice.
Na přelomu 13. a 14. století byl na půdorysu latinského kříže postaven opatem Heidenreichem pětilodní konventní kostel Panny Marie o délce 87 metrů. Architektonicky navazoval na severofrancouzské katedrály, na pětilodí navazoval trojlodní transept a polygonální ochoz s věncem kaplí. V klášterním areálu byl opatský dům s kaplí, kaple sv. Kosmy a Damiána, hostinský dům, špitál, hospodářský dvůr se sýpkou a hřbitov Všech svatých.
Kvůli kritickému nedostatku financí byla po husitském řádění obnovena pouze nejnutnější stavení a k zásadní přestavbě došlo až koncem 17. století z iniciativy opata Jindřicha Snopka (1651–1709), který svěřil přestavbu konventního kostela nejprve Pavlu Ignáci Bayerovi a poté mladému staviteli J. B. Santinimu, jenž dokončil velkolepou přestavbu v duchu barokní gotiky. Kostelní klenba byla dokončena roku 1705 a o tři roky později byl kostel znovu vysvěcen. Interiér byl zařízen dřevěnou architekturou oltářů ve stylu barokní gotiky podle návrhů J. B. Santiniho Aichla, tři oltářní obrazy dodal Petr Brandl.
Na počátku 18. století byla nahrazena i většina konventních budov novostavbami v barokním slohu, což proměnilo středověký ráz klášterního areálu. Pozoruhodný je rozlehlý refektář, jehož ochozy vyzdobil freskami malíř Juda Tadeáš Supper. Po zrušení kláštera z roku 1783 se v areálu otevřela roku 1812 továrna na tabák (přenesena z Golčova Jeníkova), dnes firma Philip Morris. V gotické kapli Všech svatých byla od morových epidemií zavedena kostnice, původně ji na západní a jižní straně obklopoval velký hřbitov, zrušený během 19. století.

### Budova konventu
V roce 1753 se stal opatem sedleckého kláštera Jakub Růžička, který začal téhož roku s budováním nové konventní budovy, protože starý konvent při kostele sv. Filipa a Jakuba byl již neobyvatelný. Stavba proběhla v letech 1753–1759, dokončovací práce pobíhaly až do roku 1763. Celkové náklady na stavbu činily 82 410 zlatých, z čehož přibližně 27 000 stál materiál a jeho doprava. Zbylé finance pokryly mzdy zedníků (přibližně 22 000 zl.) a ostatní práce (přibližně 33 000 zl., z čehož bylo 4 996 zl. za práce zámečnické, 4 042 zl. za práce kamenické a 3 662 zl. za malířskou výzdobu od Judy Tadeáše Supera a další platy tesařům a sochařům)